# 瓦尔达尔马其顿

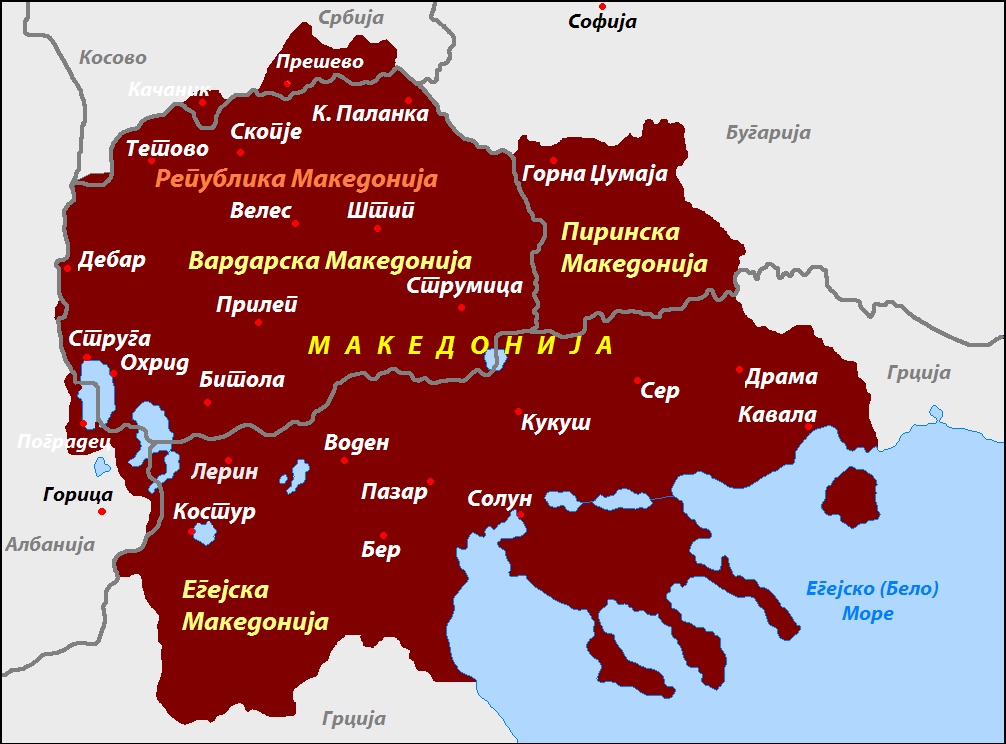
三个马其顿，西北部分为瓦尔达尔马其顿

瓦尔达尔马其顿或 瓦爾達馬其頓（Vardar Macedonia，（南斯拉夫社会主义联邦共和国馬其頓社會主義共和國）是歷史地區馬其頓地区的北部，大致地域与现在的北马其顿共和国相等。面积25713平方公里。该地区一般被认为是1913年《布加勒斯特条约》所规定塞尔维亚王国所获得的地区。该地区得名自当地主要河流瓦尔达尔河。